# Малокопанська сільська рада
| Малокопанська сільська рада — колишній орган місцевого самоврядування у Виноградівському районі Закарпатської області з адміністративним центром у с. Мала Копаня. Сільській раді підпорядковані населені пункти: - с. Мала Копаня |

## Склад ради
Рада складалася з 16 депутатів та голови.

## Керівний склад сільської ради
| ПІБ                      | Основні відомості                                                                           | Дата обрання | Дата звільнення |
| ------------------------ | ------------------------------------------------------------------------------------------- | ------------ | --------------- |
| Галас Михайло Степанович | Сільський голова, 1956 року народження, освіта, безпартійний                                | 26.03.2006   | 31.10.2010      |
| Галас Михайло Степанович | Сільський голова, 1956 року народження, освіта середня спеціальна, член партії Єдиний Центр | 31.10.2010   | 09.09.2012      |
| Фурик Ганна Мартонівна   | Сільський голова, 1963 року народження, освіта середня спеціальна, позапартійна             | 09.09.2012   |                 |

Примітка: таблиця складена за даними джерела

## Населення
За переписом населення України 2001 року в сільській раді мешкало 1345 осіб.

### Мова
Розподіл населення за рідною мовою за даними перепису 2001 року:
| Мова       | Відсоток |
| ---------- | -------- |
| українська | 98,97 %  |
| російська  | 0,81 %   |
| угорська   | 0,22 %   |